# Приморський парк імені Ю. О. Гагаріна
Приморський парк імені Ю. О. Гагаріна — один із найгарніших парків Ялти. Розташований у південно-західній приморській частині міста. Територія парку простягається на 2 км уздовж моря західним узбережжям Ялтинської бухти і є природним продовженням ялтинської набережної.

## Історія
Парк закладений у 1948—1952 роках у змішаному ландшафтному і регулярному стилях під керівництвом інженера Г. А. Війпуса.
У 1954 році на вулиці Комунарів за проектом А. С. Хотелова споруджений головний вхід до парку в класичному стилі у вигляді білої колонади з капітелями коринфського ордеру. Нижче колонади встановлена бронзова скульптура А. П. Чехову. Постамент виконаний із кримського діориту. Відкриття пам'ятника відбулося 15 липня 1953, у 49-ту річницю з дня смерті письменника. Автори пам'ятника — скульптор Г. І. Мотовілов, архітектор Л. Н. Поляков.
Перед Приморським парком увагу пішохода привертає пам'ятник А. М. Горькому. Бронзова скульптура письменника виконана на повний зріст, встановлена на постаменті з потужним стилобатом з діориту . Загальна висота пам'ятника 8,5 м. Пам'ятник споруджений в 1956 році (автори І. М. Гончар, М.К. Вронський, В.Г. Гнєздилов).
За пам'ятником письменнику розташувався невеликий світлий обеліск — пам'ятний знак. Установлений він у 1951 році на честь 30-ї річниці з дня прийняття Декрету Ради Народних Комісарів Української РСР «Про використання Криму для лікування трудящих». Обеліск являє тригранну колону, заввишки більше 10 метрів. Автори пам'ятного знака — А. С. Хотєлов, П. А. Стариков. За радянських часів верхівку колони прикрашали серп і молот. Нині серп і молот зруйновані.

## Опис
За обеліском починається територія Приморського парку імені Ю. О. Гагаріна. Розташований він на дуже мальовничих південних і південно-східних прибережних схилах по сусідству з колишнім Желтушевським пляжем. На площі понад 20 гектарів налічується понад дві тисячі дерев, багато різних чагарників.
У передній частині парку — більшість рослин старої, випадкової посадки. Середня частина — більш цікава та ошатна. Алея обсаджена пальмами і по узбіччях оформлена квітковою рабаткою з урахуванням періодів цвітіння рослин. На куртинах — маса троянд різних сортів. Вони цвітуть із весни до зимових холодів.
Територію парку перетинає широка і дуже ошатна пальмова алея. У найвищій точці алея завершується зручно влаштованої видовим майданчиком, у центрі якої зроблений оригінальний декоративний басейн, повторює собою в мініатюрі обриси Чорного та Азовського морів, а також Кримського півострова (автор З. В. Переміловський). Із півдня і півночі майданчик обмежений двома колонадами у стилі вітчизняної класики (автор А. П. Барсукова).
На території парку розташовано кілька великих об'єктів розміщення:
1. Готель «Левант» ***
2. SPA готель «Приморський Парк» ****
3. Бальнеологічна лікарня
4. До загальнокурортного парку примикають санаторії «Росія», «Орлине гніздо» і пансіонат «Зоря».

## Природне багатство
У парку понад 100 видів і форм дерев і чагарників, які розміщені відповідно їхній декоративності та вимогам середовища. Найбільше вони використані в групових та алейних посадках, в узліссях і як ґрунтопокривні рослини.
Добре зарекомендували себе на сухих, відкритих схилах звіробій чашечковий, дрок іспанський, володушка чагарникова, осика, ясен гостроплідний, сосна алепська тощо.
Із групових посадок цікаві групи і гаї з кипарису пірамідального і лузітанського, кедру гімалайського та сосни кримської. В алеях дуже гарні пальма віялолиста та платан східний. Найкраща центральна частина парку. Під час оформлення її широко використані численні сорти троянд.
|                                  |                        |                          |                                        |                                    |
| Ставок, що символізує Чорне море | Пам'ятник А. П. Чехову | Пам'ятник А. М. Горькому | Інформаційна плита пам'ятника Горькому | Колонада на головному вході в парк |